# Frank Haß
Frank Haß (* 1966 in Zwickau) ist ein deutscher Schulpädagoge (Schwerpunkt Fachdidaktik Englisch), Autor, Herausgeber und Verleger von Lehr- und Lernmitteln sowie Berater zur Schul- und Unterrichtsentwicklung.

## Leben
Frank Haß studierte von 1986 bis 1991 Anglistik, Slawistik, Vergleichende Sprachwissenschaft und Pädagogik in Leipzig, Berlin und Odessa. Bis 2004 arbeitete er als Lehrer, Ausbilder und Fachberater an unterschiedlichen Schulen in Sachsen. Während dieser Zeit wirkte er verantwortlich an der Konzeption und Erstellung von regionalen und überregionalen Curricula, Bildungsstandards und zentralen Leistungsüberprüfungsverfahren mit. Von 2004 bis 2010 war er an der Universität Leipzig am Zentrum für Lehrerbildung und Schulforschung tätig. Seine Aufgaben dort lagen im Bereich der konzeptionellen Entwicklung der Lehrerausbildung in ihren drei Phasen, in der intrauniversitären Koordination der Lehrerausbildung (Bildungswissenschaften, Fachdidaktiken, Fachwissenschaften) sowie auch in der Vernetzung der universitären und postuniversitären Ausbildungsabschnitte. So war er unter anderem maßgeblich an der Entwicklung eines Konzeptes zur Qualifizierung schulischer Ausbildungslehrer (Mentoren) und an dessen Implementierung beteiligt. Zusätzlich führte er bildungswissenschaftliche Lehrveranstaltungen durch. Seit 2010 ist Dr. Haß selbstständig in den Bereichen Lehrerausbildung und Lehrerfortbildung tätig. Er leitet jährlich bundesweit zahlreiche Veranstaltungen zu unterschiedlichen didaktisch-methodischen Schwerpunkten. Zusammen mit einem Team von Experten entwickelt Dr. Haß als Autor, Herausgeber und Verleger Lehr- und Lernmittel primär für den Englischunterricht. Er ist (Mit)Herausgeber von Fachzeitschriften und Herausgeber mehrerer Englischlehrwerke für die Sekundarstufe I. Darüber hinaus berät er Schulen und Institutionen in aktuellen Fragen zur Schul- und Unterrichtsentwicklung. Sein primäres Augenmerk gilt bei all dem der Verknüpfung von Theorie und Praxis.

## Schriften
(1998): Song Projects. Leipzig: Klett.
(2000): 25 easy crosswords.Klett, Stuttgart, Düsseldorf, Leipzig: Klett. ISBN 3-12-512930-3.
(2005 ff.) (Herausgeber): Orange Line. Lehrwerk für differenzierende Schulformen. Stuttgart: Klett.
(2005 ff.) (Herausgeber): Red Line. Lehrwerk für Realschulen. Stuttgart: Klett.
(2006 ff.) (Mitherausgeber: Hallet, Wolfgang, Henseler, Roswitha, Kieweg, Werner, Müller-Hartmann, Andreas): Zeitschrift Der Fremdsprachliche Unterricht Englisch. Seelze: Kallmeyer.
(2006) (Herausgeber): Fachdidaktik Englisch. Stuttgart: Klett. ISBN 3-12-920223-4
(2007 ff.) (Herausgeber): Zeitschrift Englisch 5 – 10. Seelze: Kallmeyer.
(2008) (Koautoren: Oettler, Jörg / Thomale, Rita): Lehrerausbildung in der Schule. Seelze: Kallmeyer. ISBN 978-3-7800-1031-5.
(2010): Zum Verhältnis von allgemeiner Didaktik und Fachdidaktik Englisch. Berlin: Pro Business. ISBN 978-3-86805-562-7.
(2012) (Koautor: Kieweg, Werner): I can make it! Englischunterricht für Schülerinnen und Schüler mit Lernschwierigkeiten. Seelze: Klett Kallmeyer.